# Vàng kim loại (màu)
 #FFD700 
Màu vàng kim loại hay màu vàng kim (gold) là một sắc thái của màu "vàng" (yellow) rất gần với màu của kim loại vàng.
Cảm giác về màu vàng kim này có liên quan đến vàng kim loại vì ánh kim của nó. Nó không thể tái tạo bằng một màu thuần nhất vì hiệu ứng ánh kim có quan hệ với độ sáng của vật liệu là cái dao động theo các góc của người quan sát cũng như của nguồn sáng.
Điều này có nghĩa là tại sao trong nghệ thuật người ta thông thường sử dụng sơn kim loại (sơn nhũ) trông lấp lánh như vàng thật, nhưng màu thuần nhất như trong hình thuộc trang này thì lại không thể xem như là màu vàng kim. Đặc biệt trong các nhà thờ Kitô giáo hay đền chùa của đạo Phật các lá vàng thật được sử dụng để thể hiện màu vàng kim trong nghệ thuật sơn, thiếp vàng. Ví dụ như các vầng hào quang của các vị thánh hay thiên thần.
Tuy nhiên trong nghệ thuật sơn gần đây, ví dụ trong phái Art Nouveau người ta sử dụng sơn có màu vàng ánh kim là từ bột nhôm và chất sơn tạo màu vàng chứ không phải vàng kim loại thật.

## Tọa độ màu
```
Số Hex
 =  #FFD700

RGB
   (r, g, b)      = (255, 215, 0)
```

```
RRGGBB (rr, gg, bb)    = (808000)
```

```
CMYK
  (c, m, y, k)   = (0, 16, 100, 0)

HSV
 (h, s, v) =  (51, 100, 100)
```